# Jonathan Bellis
Jonathan Matthew "Jonny" Bellis (Douglas, 16 de agosto de 1988) é um ciclista que competiu para o Reino Unido nos Jogos Olímpicos de 2008.